# Slievemore
Lo Slievemore (in gaelico irlandese Sliabh Mór, che significa "grande montagna") è un monte irlandese situato sull'isola di Achill, nel Mayo, di cui è la seconda cima più elevata. La sua vetta raggiunge i 671 metri di altitudine.

## Archeologia
La Achill Archaeological Field School ha la sua sede nell'Achill Archaeology Centre di Dooagh. È stata fondata nel 1991 e forma studenti nell'ambito dell'archeologia ed antropologia. La scuola è inserita nell'ambito di studi sugli scenari preistorici e storici dello Slievemore, inclusi numerosi scavi aperti all'interno del noto Deserted Village. Il Deserted Village Project iniziò nel 1991 con l'obiettivo di ricerca di completare un'indagine approfondita di tutti i luoghi e monumenti dell'area, cercando di ottenere informazioni in particolare sulle caratteristiche dello scenario archeologico dello Slievemore. Il monte è ricco di monumenti archeologici ricompresi in un periodo particolarmente esteso che copre circa 5000 anni passando dal Neolitico fino agli anni 1850.

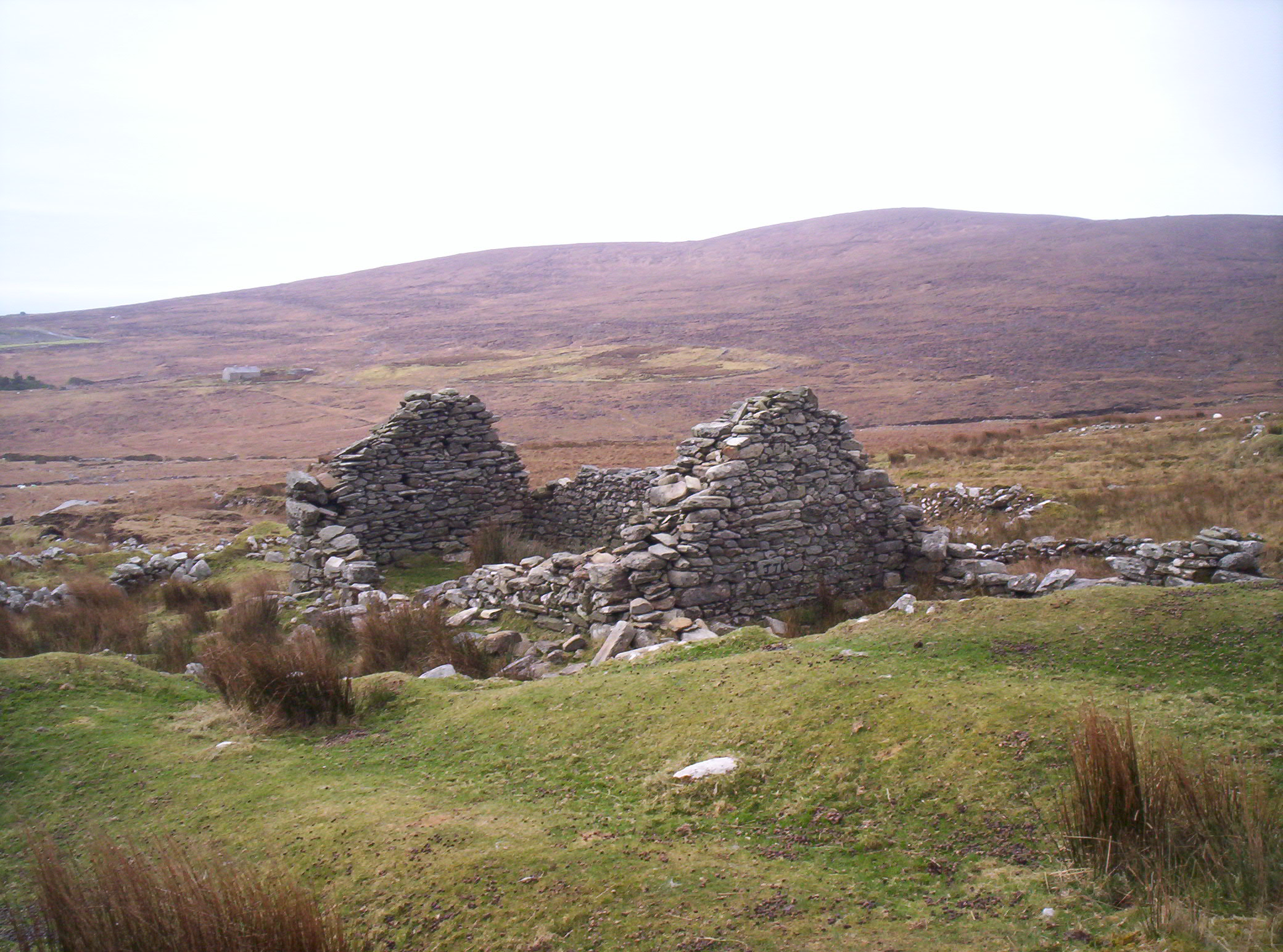
Il Deserted Village
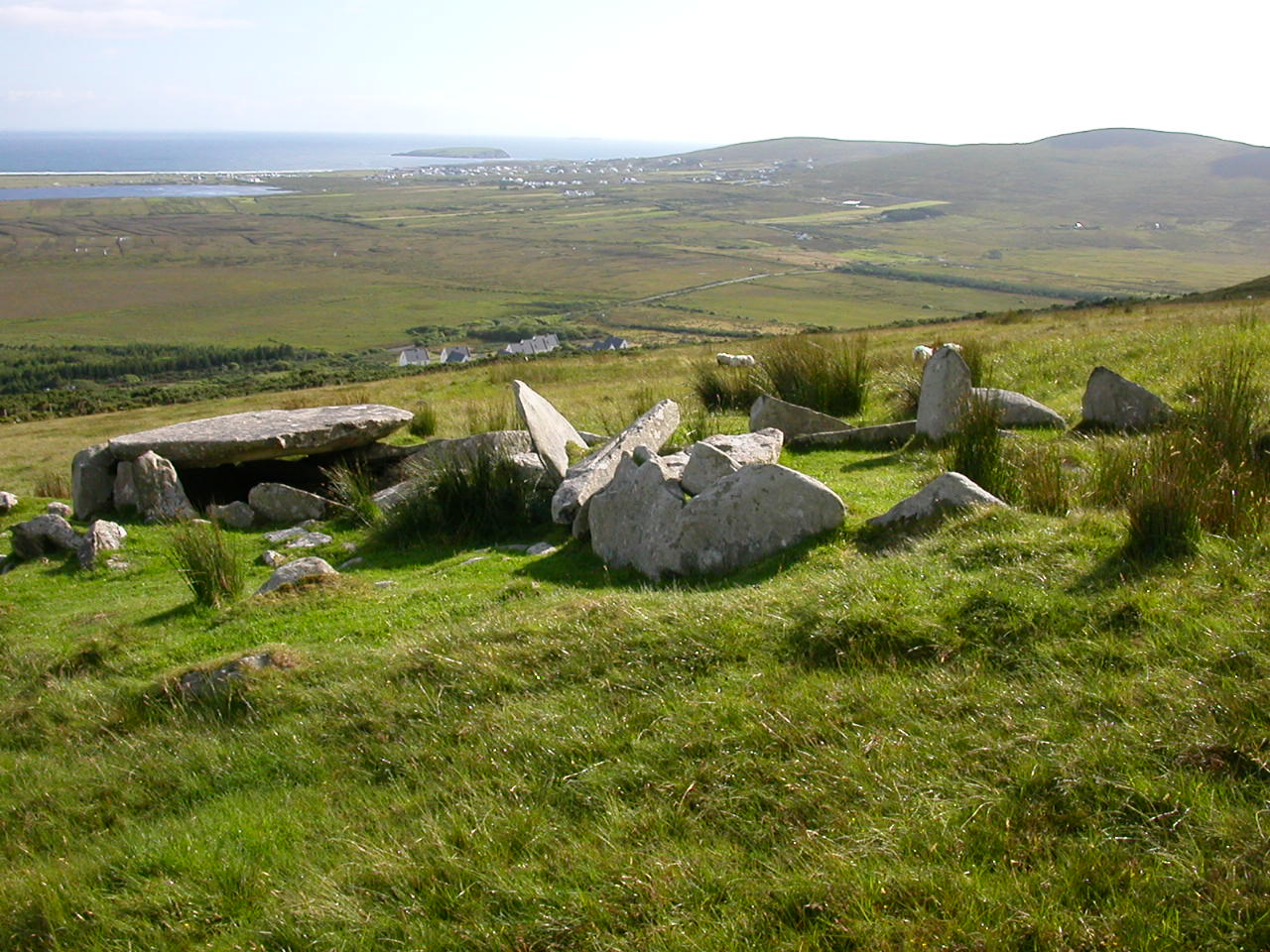
Tombe neolitiche